# فارابوديو
هي مدينة تقع في مقاطعة ريدجو كالابريا في إيطاليا. تقع على بعد حوالي 80 كيلومترا جنوب غربي من كاتانزارو، وحوالي 35 كم شمال شرق ريدجو كالابريا. بتاريخ 31 ديسمبر 2004، كان عدد سكانها من 2279 ومساحتها 29.0 كيلومتر مربع.